# Jean-Pierre Hogue
Pour les articles homonymes, voir Hogue.
Jean-Pierre Hogue (B.A., B.Ps., M.A.(Ps.), L.Ps., Ph.D.) (né le 24 novembre 1927 et mort le 17 juin 2012) est un écrivain, professeur, psychologue et homme politique fédéral du Québec.

## Biographie
Né à Montréal, il devient député du Parti progressiste-conservateur du Canada dans la circonscription fédérale d'Outremont en 1988. Il est défait en 1993 par le libéral Martin Cauchon.